# Anguksa

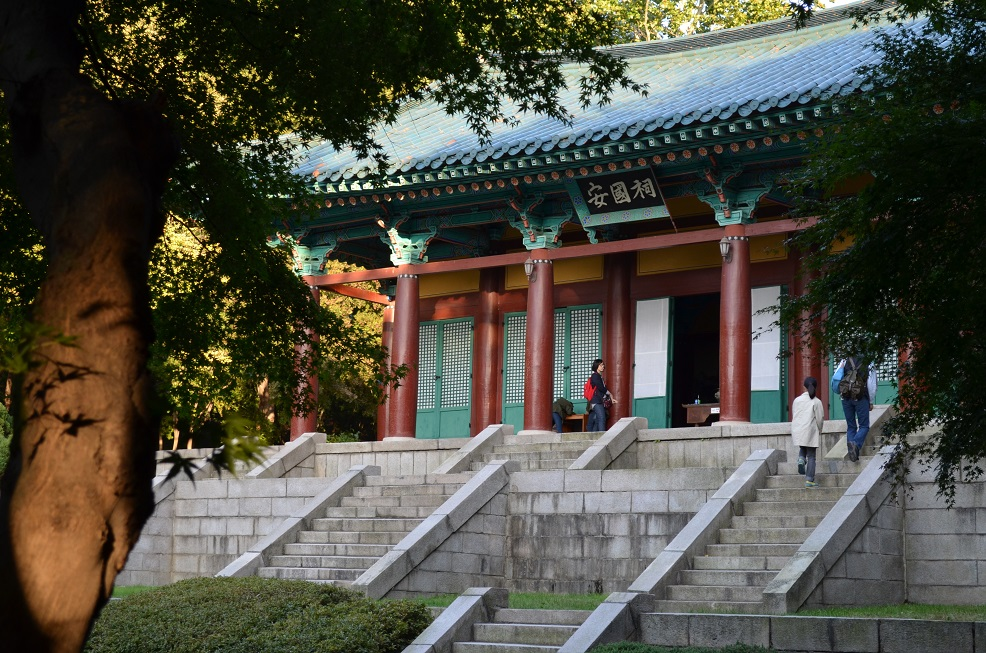
Anguksa
Hangul - 안국사
Hanja - 安國祠

Anguksa es un santuario situado en el Parque Nakseongdae, Seúl, Corea del Sur. Fue construido entre 1973 y 1974 en honor al general Gang Gam-chan (948-1031). Todos los años, en el mes de octubre, se celebra en el santuario una ceremonia conmemorativa en recuerdo al general. 
El santuario fue construido en un estilo similar al utilizado en el período Goryeo. Cuenta con techos altos, y alberga varios retratos del general Gang.
Junto al santuario se encuentra una Pagoda de tres pisos de la dinastía Goryeo, erigida para conmemorar al general Gang, en el lugar de su nacimiento, Nakseongdae. Nakseongdae (낙성대) literalmente significa "lugar donde una estrella ha caído", y hace referencia a la leyenda de que una estrella cayó del cielo cuando nació el general Gang. En 1973, la pagoda fue trasladado desde su ubicación original en el lugar donde nació Gang Gam-chan, al sitio donde se encuentra actualmente, en el Parque Nakseongdae. Delante del santuario se encuentra una gran estatua del general Gang a caballo.

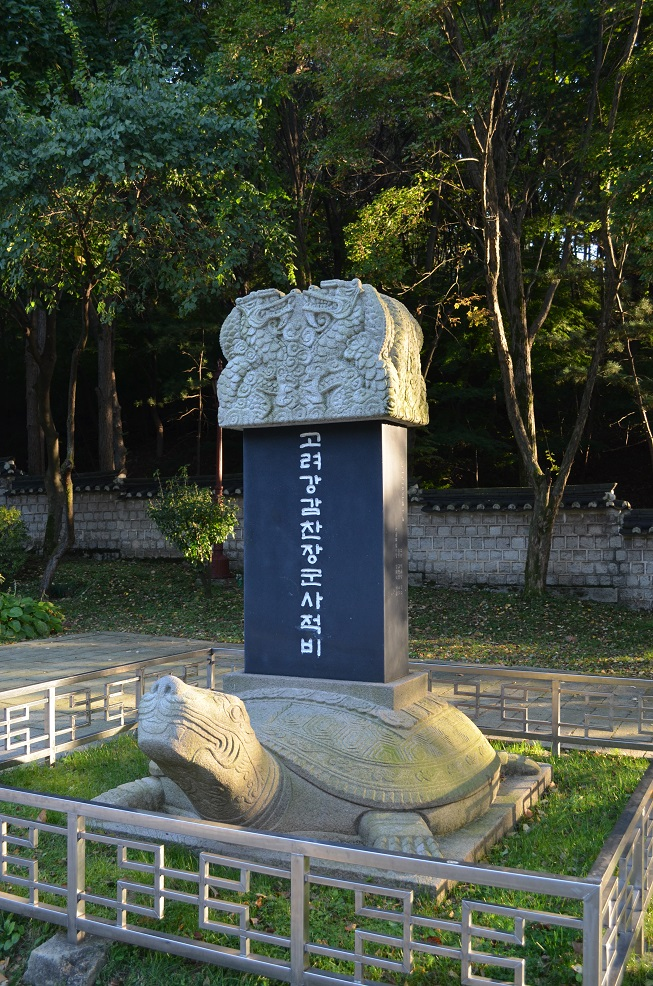
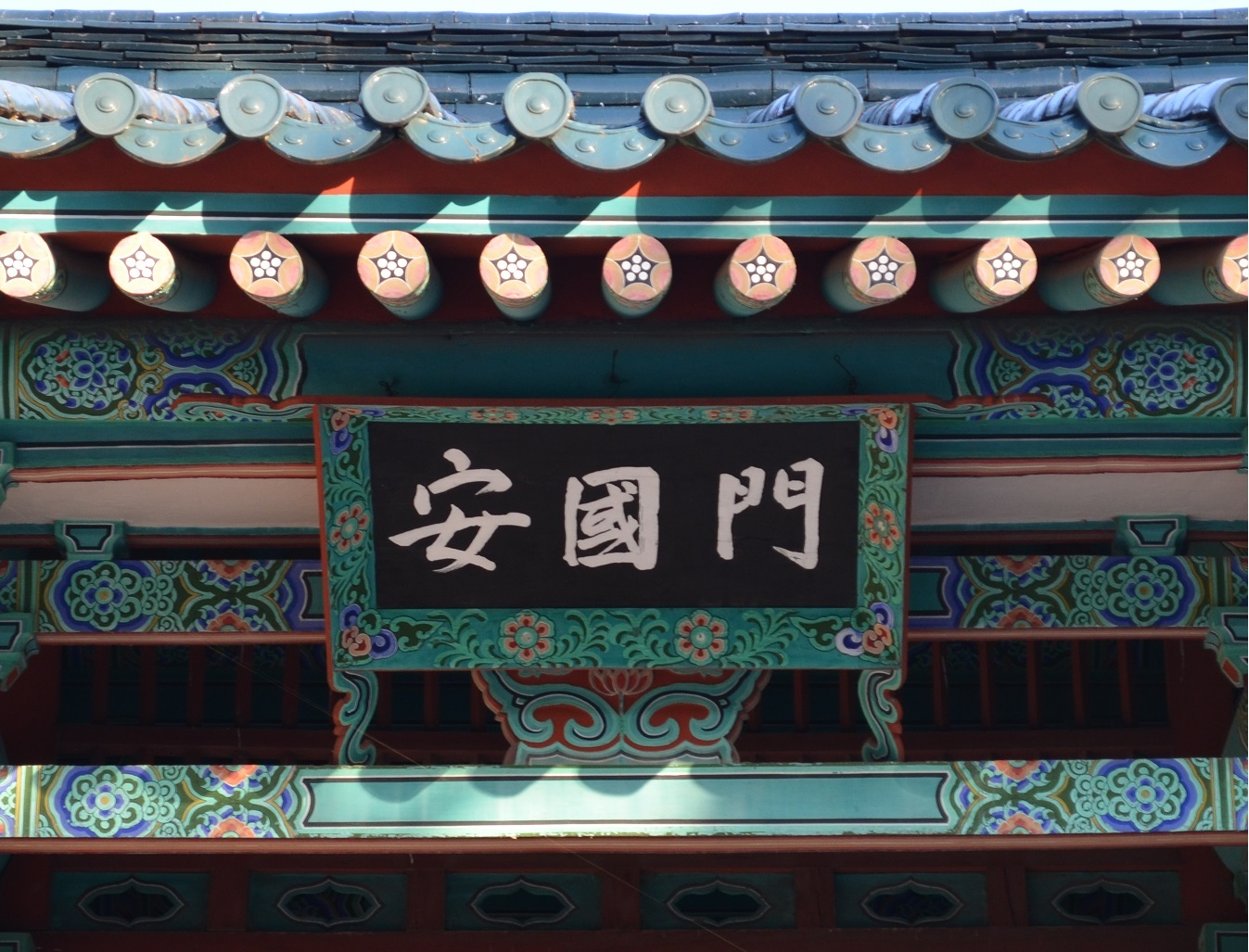
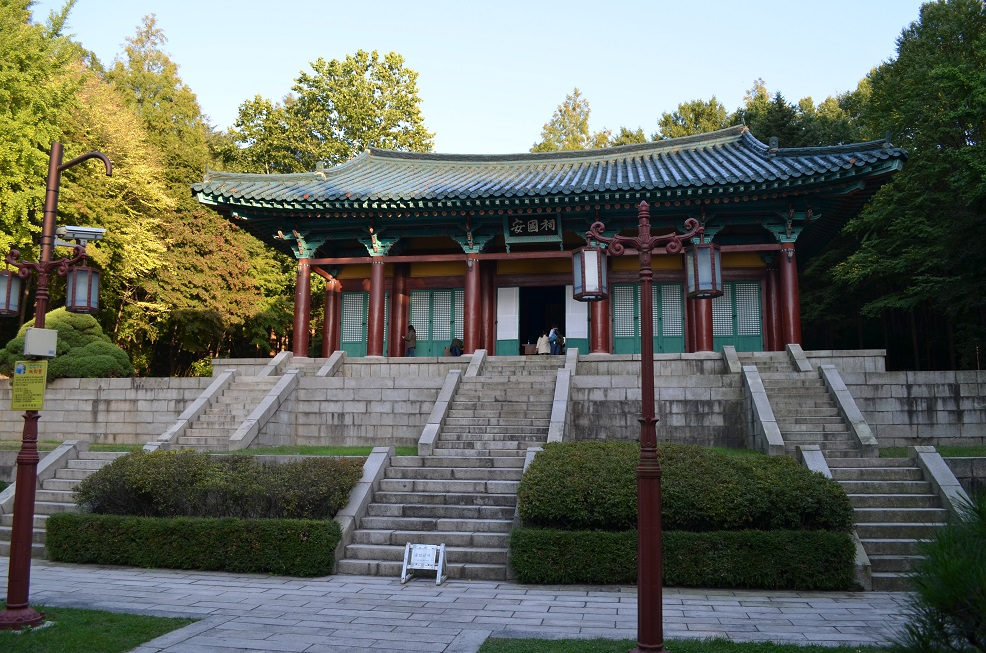